# Наричино (Московская область)
Наричино — деревня в Можайском районе Московской области в составе Порецкого сельского поселения. Численность постоянного населения по Всероссийской переписи 2010 года — 4 человека. До 2006 года Наричино входило в состав Порецкого сельского округа.
Деревня расположена на северо-западе района, у границы с Шаховским, примерно в 46 км к от Можайска, на правом берегу реки Иночь, высота центра над уровнем моря 217 м. Ближайшие населённые пункты — Пахомово на противоположном берегу реки и Косово на востоке — обе Шаховского района, Еремеево — на западе.